# Свети Димитър (Влашка Блаца)
Вижте пояснителната страница за други значения на Свети Димитър.
„Свети Димитър“, известен и като Кукла (на гръцки: Αγίου Δημητρίου, Κούκλα), е православна църква в градчето Влашка Блаца (Власти), Егейска Македония, Гърция, част от Сисанийската и Сятищка епархия.

## Местоположение
Църквата е манастирски храм, разположен в подножието на Мурик, на 2 km западно от градчето.

## История
На мястото на църквата има следи от селище, което вероятно е било част от античния град Сисани. Църквата вероятно е била енорийска. След разрушаването на античния град, жителите се местят във Влашка Блаца и на мястото на първата църква е построена малък храм, която по-късно бил превърнат в манастир. Името „Кукла“ се среща за първи път в Зосимовата кондика. В кондиката манастирът е споменат след село Сисани, а не след паланката Блаца: „Село: Сисани… В границите му има и друг манастир на Свети Димитър: наречен Кукла“. Възможно е това да е името на съществувалото на мястото на църквата селище.
На западната стена на наоса, на трегера над входа и в специална рамка с форма на цвете има ктиторски надпис, който дава информация за ремонта и изписването на храма, дарителя и зографа, който е ръководил украсата. Текстът е написан с черен цвят върху пепелен хоросан. Надписът се състои от пет реда с главни букви и завършва с малки букви. В началото на първия стих има кръст със същия размер като буквите на надписа. Текстът гласи:
| „ | † Ἀνεκενίσθη · κὲ ἀνιστορίθη · ὁ θίος κὲ πάνσεπτος ναὸς // τοῦ Ἁγίου ἐνδόξου· μεγααομάρτιρος Δημητρίου τοῦ Μυροβλήτου· // ἀρχιερατεύοντος τοῦ Πανιερωτάτου κὲ Λογιωτάτου Κυρίω // Κυρίο Κιρύλου διὰ δαπάνης τοῦ ἀυδίμου κτίτορος· Κυρίου· Γεωργίου Δίμου τοῦ Νίτζιου // ἐκ χόμις· Κλισούρας· εὐμερεύοντος Θομᾶ ἱερέος κὲ διὰ χιρὸς Κονσταντίνου ἐν ἔτισιν τισιν // ἰανοαρίου 20 ἀπὸ θεογονίας 1774 Възстанови се и се изписа отново всесветият и всепочитаем храм на славния великомъченик Димитрий Мироносец при архиерейството на Всесветия и Премъдрия Господин Господин Кирил, със средства на скромния ктитор Господин Георгиос Димос Нидзиос от село Клисура, при благополучното управление на Томас йерей и от ръцете на Константинос, на 20 януари от Богоявление, 1774. | “ |

В надписа има правописни грешки, а ударенията и придиханията невинаги се поставени правилно. Според него храмът е възстановен при управлението на епископ Кирил (1769 - 1792), родом от Цепелово в Епир. В четвъртия и петия ред на текста се споменава името на дарителя за украсата на църквата - Георгиос Димос, родом от Клисура, съседно влашко планинско село. Следва името на свещеник Томас, като не се казва да е йеромонах или монах. Следователно църквата става манастирска след 1774, годината, посочена в ктиторския надпис, и преди 1797 година, когато е спомената като манастир в Кондиката на митрополията. В петия ред е посочено само името му на зографа - Константинос, без родно място. Това е Константин Хионадески от епирското село Хионадес, който заедно със своя съселянин Михаил е работил в района. Според Евгения Дракопулу обаче това е Константин Зограф от Корча. В повечето надписи върху паметници в по-широкия район на Населица и Сятищко името на Константин Хионадески е придружено от мястото му на произход. Стенописите във всички негови подписани произведения имат сходни иконографски и стилистични характеристики. Също така надписът в „Свети Димитър“ започва с главна буква и завършва с малка, похват използван от Константин Хионадески и Михаил във всичките им стенни надписи.
Точното време на завършване на иконографията на църквата е поставено под въпрос поради интервенцията, която е претърпяла последната цифра. При нея цифрата 7 се припокрива с цифрата 4. Възможно е 7 да е резултат от инерция на писаря, а не от по-късна намеса, тъй като изписването на годината показва еднородност по отношение на цветовия тон и начина на писане при изобразяването на цифрите. Така, желаейки да поправи грешката си, той образува числото 4 над числото 7.
По време на Гръцката въоръжена пропаганда в Македония в началото на XX век манастирът е убежище на гръцки чети.
На 3 ноември 1978 година църквата е обявена за защитен паметник.
Малкото реликви на манастира - царските икони от 1772 година, подвързани с кожа минеи, антиминси и архивите - са пренесени в църквата „Свети Марк“ във Влашка Блаца. В 1991 година манастирът пострадва от пожар. В 2005 година е направен опит за реконструкция на покрива.

## Описание

### Архитектура
Църквата „Свети Димитър“ принадлежи към типа еднокорабна базилика с дървен двускатен покрив. Размерите на храма са 14,95 m х 5,95 m. Тя е типичен пример за църква от османския период с относително малка височина, особено от северната страна поради наклона на терена. Ниският вход и ограничените по размер и брой по-късни отвори не дават достатъчно осветление вътре в църквата. Външната простота на зидарията с тухли и дървена конструкция контрастира с богатата иконографска програма, която украсява вътрешността ѝ.

### Стенописи
В храма има ценни стенописи. В притвора е изписана само източната стена, която го отделя от наоса, и на нея е изобразена само една сцена – Второто пришествие.
В храма има икона от 1680 година на Димитрис Заманис от Блаца.